# Copris signatus
Copris signatus är en skalbaggsart som beskrevs av Walker 1858. Copris signatus ingår i släktet Copris och familjen bladhorningar. Inga underarter finns listade i Catalogue of Life.